# Puccinellia macquariensis
Puccinellia macquariensis là một loài thực vật có hoa trong họ Hòa thảo. Loài này được (Cheeseman) Allan & Jansen miêu tả khoa học đầu tiên năm 1939.